# كينجي ميازاوا
كينجي ميازاوا (باليابانية: 宮沢賢治 ) (و. 1896 – 1933 م) هو شاعر، وروائي، وكاتب، ومدرس، وناشط إسبرانتو، وعالم زراعة، وكاتب للأطفال ياباني، ولد في هاناماكي، إيواته، توفي في هاناماكي، إيواته، عن عمر يناهز 37 عاماً، بسبب ذات الرئة.

## روابط خارجية
- كينجي ميازاوا على موقع IMDb (الإنجليزية)
- كينجي ميازاوا على موقع ميوزك برينز (الإنجليزية)
- كينجي ميازاوا على موقع ديسكوغز (الإنجليزية)
- كينجي ميازاوا على موقع قاعدة بيانات الفيلم (الإنجليزية)
- كينجي ميازاوا على موقع ANN person (الإنجليزية)